# Odontotermes
Odontotermes is een geslacht van termieten (Isoptera) uit de familie Termitidae. De wetenschappelijke naam van het geslacht is voor het eerst geldig gepubliceerd in 1910 door Nils Holmgren, aanvankelijk als een ondergeslacht van Termes. In 1912 beschreef hij Odontotermes als een afzonderlijk geslacht.
Dit soortenrijk geslacht komt voor in tropisch en subtropisch Afrika en Azië. De termieten uit dit geslacht wonen ondergronds waar ze "schimmelkwekerijen" aanleggen in hun nesten om plantaardig materiaal af te breken voor hun voedselvoorziening. Ze zijn in die hoedanigheid belangrijk als opruimers van plantaardig afval in het woud, maar ze kunnen ook aanzienlijke schade toebrengen aan landbouwteelten en bomenplantages, waar ze de bast en de wortels van de bomen beschadigen. De schimmels uit het geslacht Termitomyces worden gekweekt op fecale materie (uitwerpselen van de termieten).